# آرسن باغداساریان
آرسن باغداساریان (انگلیسی: Arsen Bagdasaryan؛ زادهٔ ۱۱ مارس ۱۹۷۷) بازیکن فوتبال در پست مدافع ارمنی‌تبار اهل ترکمنستان است.

## باشگاهی
از باشگاه‌هایی که در آن بازی کرده‌است می‌توان باشگاه فوتبال کپه‌داغ عشق‌آباد و باشگاه فوتبال نیسا عشق‌آباد اشاره کرد.

## تیم ملی
وی همچنین در تیم ملی فوتبال ترکمنستان بازی کرده‌است.